# Telón de Asfalto (teatro)
El Telón de Asfalto es un recinto cultural enfocado a la difusión de las artes escénicas, ubicado al sur de la Ciudad de México.

## Historia
Fue fundado el 14 de marzo de 1995. Fue un proyecto impulsado por la iniciativa privada para la creación de un espacio alternativo para las personas entusiastas del teatro. El responsable del proyecto fue el escenógrafo Alejandro Luna y fue inaugurado con la puesta en escena Café Americano.
El inmueble cuenta con una taquilla, lobby y cafetería en el primer nivel y un escenario con aforo para 200 localidades en el segundo nivel, el cual puede modificarse según las características del evento.

## Actividades
Su programación abarca obras de teatro, conferencias, conciertos, stand up, performance, danza, entre otros.